# Бачинський Олексій (священник)
Олексій Бачинський (1848, с. Косів, Австро-Угорщина — 8 березня 1933, м. Вінніпег, Канада) — український священник. Один із українських першопоселенців у Канаді.

## Життєпис
Олексій Бачинський народився 1848 року у селі Косові, нині Білобожницької громади Чортківського району Тернопільської области України.
У 1898 році еміґрував до Канади, проживав в Етелберті на фермі, від 1903 — у Вінніпезі. Служив дяком, рукопокладений у сан священника. Навчав співу вихованців Манітобського коледжу. Діяльний в українських громадських організаціях.